# Holzneria spicata
Holzneria spicata är en grobladsväxtart som först beskrevs av Korov., och fick sitt nu gällande namn av Franz Speta. Holzneria spicata ingår i släktet Holzneria och familjen grobladsväxter. Inga underarter finns listade i Catalogue of Life.